# Чампават (округ)
Чампават (хинди चम्पावत जिला, англ. Champawat) — округ в штате Уттаракханд на севере Индии. Округ расположен в регионе Кумаон. Административный центр — город Чампават.
Население округа — 224 542 жителей (2001), среди них индусов — 216 646, мусульман — 6 642 и христиан — 626 человек.